# Yanla Ndjip-Nyemeck
Yanla Ndjip-Nyemeck (* 12. Juli 2002 in Brüssel) ist eine belgische Hürdenläuferin, die sich auf die 100-Meter-Distanz spezialisiert hat und aktuell Inhaberin des Landesrekordes ist.

## Sportliche Laufbahn
Erste internationale Erfahrungen sammelte Yanla Ndjip-Nyemeck, die seit 2020 an der California State University, Northridge und später an der University of California, Los Angeles in den Vereinigten Staaten studiert, bei den U23-Europameisterschaften 2023 in Espoo mit 13,71 s im Halbfinale über 100 m Hürden ausschied. 2025 egalisierte sie in Eugene der belgischen Landesrekord von Anne Zagré von 12,71 s und wurde bei der 2. Liga der Team-Europameisterschaft in Maribor in 12,89 s Dritte hinter der Irin Sarah Lavin und Viktória Forster aus der Slowakei. Anschließend belegte sie bei den World University Games in Bochum in 12,96 s den vierten Platz.
In den Jahren 2023 und 2025 wurde Ndijp-Nyemeck belgische Meisterin im 100-Meter-Hürdenlauf.

## Persönliche Bestleistungen
- 100 m Hürden: 12,71 s (+1,5 m/s), 12. Juni 2025 in Eugene (belgischer Rekord)
  - 60 m Hürden (Halle): 8,01 s, 10. März 2023 in Albuquerque